# 松本紘佳
松本 紘佳（まつもと ひろか、Hiroka Matsumoto、1995年 4月27日 -）は、日本人ヴァイオリニスト。

## 略歴
1995年横浜市出身。4歳からヴァイオリンを習い始め、3か月後にフィリアホールで初舞台。7歳でザハール・ブロンに「非常に大きい才能と極めて巨大な潜在能力をもち、将来独特な音楽的個性へと成長するだろう。」と認められた。9歳で、ハンガリーのブダペストで初リサイタルをした。2008年に13歳で、フランツ・リスト室内合奏団とヴィヴァルディの「四季」全曲を弾き振りで共演した。
2009年に国立新美術館でモーツァルトが幼年期に用いたヴァイオリンを演奏した。このやや小さなヴァイオリン（1746年製）は同楽器を用いたオーストリア国外での初めての演奏会として注目された。
高田美穂子、原田幸一郎、ジェラール・プーレに師事。桐朋学園大学ソリスト・ディプロマコースで特待生。高校2年生であった2012年にウィーン・コンセルヴァトリウム音楽大学特別課程に留学、同大学とウィーン国立音楽大学でボリス・クシュニール、ボリス・ブロフツィンほかに師事。
2009–2011年度ヤマハ音楽振興会音楽奨学生。2012–2013年度公益財団法人明治安田クオリティオブライフ文化財団音楽奨学生。2014年秋から3年間を文化庁新進芸術家海外留学制度研修員としてオーストリアのウィーンで研鑽した。
2016年ウィーン市音楽芸術大学 （旧ウィーン・コンセルヴァトリウム音楽大学）学士課程を最優秀成績で卒業（早期卒業）。2019年3月に同大学修士課程最優秀成績で修了。
2018年に慶應義塾大学総合政策学部に入学、演奏活動を行いながら生物学系の研究室に所属し、ヴァイオリンを実験動物に聴かせる実験を行った。2022年卒業。2022年–2023年イタリア・クレモナの名門Academia Stauffer Concertmaster Artist Diploma奨学生。
梯剛之、ドミトリー・フェイギンと共演を重ねている。2023年に台湾での台北音楽祭 (TMAF) 招待参加。同音楽祭でイリヤ・カーラーから声を掛けられ、2024年秋よりアメリカ Cleveland Institute of MusicにCIM奨学生として在籍。現在、アメリカと日本を拠点とし、国内外でソリストとして活動中。

## 受賞
- 2006年　リピンスキ・ヴィエニヤフスキ国際コンクール（ポーランド）ジュニア部門第2位（最年少入賞）[7][3]
- 2007年　全日本学生音楽コンクール小学校の部 東京大会と全国大会で第1位[7][3]（全部門中の最高得点[6]）
- 2009年　ユーディ・メニューイン賞（最優秀賞） - クロンベルクアカデミー（ドイツ・クロンベルク）[7][3]
- 2009年　IMA音楽賞 - いしかわミュージックアカデミー[7][3]
- 2010年　ABC新人コンサート優勝（最年少）[7][6] - ABC音楽振興会
- 2013年　ヨーロッパ国際マスタークラス聴衆賞（ドイツ・ワイマール）[7]
- 2015年　フィデリオ基金コンクール優勝　（オーストリア・ウィーン）[2]
- 2016年　トリノ国際室内楽コンクール第3位　（イタリア・トリノ）[2]
- 2016年　ボルダー国際デュオコンクール第3位　（アメリカ・ボルダー）[2]
- 2024年　学長賞　(日本)
- 2025年　クリーブランド音楽院　コンチェルトコンクール優勝（アメリカ・クリーブランド）[14]

## リサイタル
日本国内で、次のリサイタルを開いている。
- 2009年4月　津田ホール[16]（東京都渋谷区）[17]
- 2011年3月　横浜みなとみらいホール 小ホール[18]
- 2011年4月　フィリアホール[4]
- 2011年7月　JTアートホールアフィニス … ドルフィン トリオ[19]
- 2011年9月　武蔵野市民文化会館 小ホール … ピアノ： エリアンヌ・レイエ
- 2011年10月　なかのZERO プラネタリウム
- 2011年11月　なかのZERO 大ホール
- 2012年5月　アクトシティ浜松 音楽工房ホール[20]
- 2014年11月　フィリアホール - 青葉区制20周年記念公演[21][7]
- 2018年9月　佐藤卓史&松本紘佳 デュオリサイタル[22]
- 2018年9月　梯剛之&松本紘佳 デュオリサイタル[23]

## コンサート
国内
- 2008年　神奈川フィルハーモニー管弦楽団（指揮：渡邊一正、松尾葉子） - サントリーホール 大ホール[6]
- 2008年　東京交響楽団（指揮：大友直人、飯森範親） - サントリーホール 大ホール[6]
- 2009年　東京シティ・フィルハーモニック管弦楽団（指揮：沼尻竜典）[6] - 昭和女子大学人見記念講堂 … 題名のない音楽会[24]
- 2009年　神奈川フィルハーモニー管弦楽団（指揮：松尾葉子） - 神奈川県民ホール 大ホール[6]
- 2010年　東京交響楽団（指揮：飯森範親） - ミューザ川崎シンフォニーホール[6]
- 2010年　オーケストラ・アンサンブル金沢（指揮：井上道義） - 石川県立音楽堂[6]
- 2011年　大阪センチュリー交響楽団（指揮：現田茂夫） - ザ・シンフォニーホール … ABCフレッシュ・コンサート[6]
- 2011年　ヤマハ音楽奨学生コンサート Vol. 2 - ヤマハホール[25]
- 2011年　新日本フィルハーモニー交響楽団（指揮：ジョナサン・シフマン） - 武蔵野市民文化会館[26][27]
- 2012年　日本フィルハーモニー交響楽団（指揮：三ツ橋敬子） - 杉並公会堂 大ホール[28]
- 2019年　バリアフリーコンサート - LET'S COME TOGETHER - コハーン・イシュトヴァーン＆松本紘佳 ジョイントコンサート．フィリアホール[10]

国外
- 2008年　フランツ・リスト室内合奏団 - ブダペスト[3][6]
- 2010年　ジュール・フィルハーモニー管弦楽団定期演奏会（指揮：カールマン・ベルケシュ） - ハンガリー[6][7]

## テレビ・メディア出演
- 『未来の大器 2009, 題名のない音楽会』（テレビ放送）テレビ朝日、2009年10月18日。[24]。録画
- （ハンガリー語）『Győri Filharmonikus Zenekar koncertje [ジュール・フィルハーモニー管弦楽団定期演奏会]』（テレビ放送）Magyar Televízió（ハンガリーの国営放送）、2010年12月14日。2016年2月29日閲覧。[7][4]
- ジュール・フィルハーモニー管弦楽団との演奏会が、スロヴァキアで放送された（2010年12月）[7]。

## エピソード
- 中学3年生のとき、毎日4〜5時間、自分の望む音を求めて音程やビブラートの使い方などを何度もできるまで練習した。気分転換は、学校の勉強や読書だった。[29]
- 東日本大震災直後の2011年3月20日（横浜みなとみらいホール）のリサイタルでは、会場で被災者への義援金を募った。演奏中に余震があったが松本紘佳は気づかず、演奏後に募金箱を手にした。[30]

### 公式サイト
- Hiroka Matsumoto Official Site

### SNS
- HIROKA MATSUMOTO (@hirokamatsumoto) - Instagram
- Hiroka Matsumoto (hiroka.matsumoto.official) - Facebook
- HIROKA MATSUMOTO - YouTubeチャンネル